# Vrije indirecte rede
De vrije indirecte rede is een stijlfiguur die het midden houdt tussen de directe en de indirecte rede, oftewel tussen een monoloog en een verslag van de beleving van iemand anders. Deze stijlfiguur heeft meestal de vorm van een onvoltooid verleden tijd, in dit verband ook wel "verhalend imperfectum" genoemd. De vrije indirecte rede heeft meestal op het beschreven "nu" betrekking, wat wil zeggen op een tijdstip dat samenvalt met datgene wat in de rest van de zin wordt beschreven.

## Voorbeelden
| Stijl                | Voorbeeld                          |
| -------------------- | ---------------------------------- |
| Directe rede         | "Moet ik gaan?", vroeg ze zich af. |
| Indirecte rede       | Ze vroeg zich af of ze moest gaan. |
| Vrije indirecte rede | Moest ze gaan?                     |

Bij het tweede deel van de laatste zin kan men discussiëren over de vraag of de spreker zelf dan wel de door de spreker als "ze" aangeduide persoon letterlijk wordt verwoord.
De vrije indirecte rede wordt veel toegepast in romans uit de 18e en 19e eeuw, bijvoorbeeld die van Jane Austen en Gustave Flaubert.

## Verwante begrippen
De vrije indirecte rede is verwant aan andere literaire stijlfiguren zoals de innerlijke monoloog en stream of consciousness, maar dient hiervan te worden onderscheiden.